# Pornografía bondage

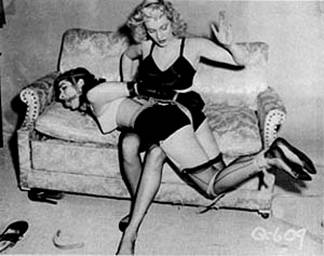
Bettie Page, atada y azotada para unas imágenes de Bizarre.

La pornografía bondage es la representación de esclavitud sexual u otras actividades de BDSM utilizando fotografías, historias, películas o dibujos. Aunque a menudo se describe como pornografía, el género involucra la presentación de escenarios de fetichismo de esclavitud o BDSM y no necesariamente incluye los estilos pornográficos comúnmente entendidos. De hecho, el género se interesa principalmente por la presentación de una escena de bondage y menos por representaciones de sexualidad, como desnudez o escenas de sexo, que pueden verse como una distracción de la estética y el erotismo del propio escenario sexual.
Históricamente, la mayoría de los sujetos de las imágenes han sido mujeres, y ha sido criticado por promover actitudes misóginas y violencia contra las mismas.

## Historietas y primeras revistas fetichistas
A principios del siglo XX, las imágenes de bondage estaban disponibles a través de las llamadas bondage cover, cómics que a menudo presentaban personajes atados o atando a otros, particularmente en tramas de "damisela en apuros".
También hubo una serie de revistas fetichistas dedicadas que presentaban imágenes de fetichismo y esclavitud. La primera de estas revistas en los Estados Unidos fue Bizarre, publicada por primera vez en 1946 por el fotógrafo fetiche John Willie (seudónimo de John Coutts), quien desarrolló el concepto en la década de 1920. Willie pudo evitar la controversia de la censura mediante una cuidadosa atención a las pautas y el uso del humor. La publicación de Bizarre se suspendió por completo desde 1947 hasta 1951 debido a la escasez de papel de la posguerra. En 1956 Willie estaba dispuesto a renunciar a la revista, y ese año se la vendió a alguien descrito solo como REB, quien publicó seis números más antes de que Bizarre finalmente quedara fuera del mercado en 1959.
Willie es más recordado por sus historietas eróticas de Sweet Gwendoline, en las que Gwendoline es dibujada como una rubia bastante ingenua "damisela en apuros", con amplias curvas, que tiene la mala suerte de verse atada escena tras escena por una dominatrix y por el villano bigotudo llamado "Sir Dystic D'Arcy", que era una especie de alter ego del propio autor. Gwendoline era rescatada y atada repetidamente (aunque por razones benévolas) por el agente secreto U-69 (censurado a U89 en algunas ediciones). Las tiras cómicas se publicaron en gran parte en las décadas de 1950 y 1960. La historia se publicó como una serie fragmentada, apareciendo generalmente dos páginas a la vez en varias revistas diferentes a lo largo de los años.

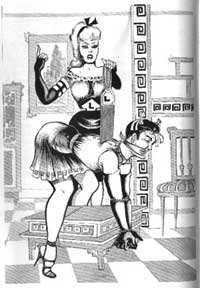
Ilustración de Gene Bilbrew para Exotique. "Women of History Dominating Males".

Aunque Bizarre era una pequeña revista de formato, tuvo un gran impacto en posteriores publicaciones como Exotique, editada entre 1956 y 1959. La revista se dedicó por completo a la moda fetiche y las fantasías de esclavitud dominantes por mujeres. Los 36 números presentaban fotos e ilustraciones de vampiros inspirados en dominatrix (incluida la esposa de Burtman, Tana Louise, y la modelo icónica pin-up Bettie Page) con conjuntos de cuero y caucho exóticos, corsés, medias, ligas, botas y tacones altos. Gene Bilbrew contribuyó con ilustraciones a la revista. Los artículos, muchos escritos por Leonard Burtman, usando un alias, cubrían varios aspectos del sadomasoquismo y el travestismo, con hombres representados como esclavos de mujeres imperiosas y todopoderosas. Exotique no tenía desnudos, contenido pornográfico o situaciones sexualmente sugerentes. 
Sin embargo, al igual que su colega editor Irving Klaw, en 1957, Burtman sería considerado un pornógrafo. Fue perseguido implacablemente por el Servicio de Inspección Postal de los Estados Unidos, con la aplicación de la ley local (que funcionaba en coordinación con los inspectores postales y la Iglesia católica). Finalmente fue arrestado y sus revistas y materiales confiscados, siendo llevado a juicio. Estas acciones judiciales llevaron a la desaparición de la revista en 1959. Sin embargo, a partir de 1960, Burtman (bajo un sello diferente) publicaría muchas más revistas fetichistas que eran casi idénticas a Exotique, como New Exotique, Masque, Connoisseur, Bizarre Life, High Heels, Unique World o Corporal, entre otras.
El fotógrafo neoyorquino Irving Klaw también publicó series ilustradas de aventuras bondage de los artistas fetichistas Eric Stanton, Gene Bilbrew, Adolfo Ruiz y otros. Klaw era conocido por operar un negocio internacional de pedidos por correo que vendía fotografías y películas de mujeres atractivas desde la década de 1940 hasta la de 1960. Su modelo de bondage más famosa fue Bettie Page, quien se convirtió en la primera celebridad del cine y la fotografía de bondage. Dichas publicaciones desaparecieron por un tiempo con la represión de la pornografía a fines de la década de 1950.

## Desarrollo de nuevas revistas
Las revistas dedicadas al bondage volvieron a ser populares en Estados Unidos en la década de 1970. Entre los editores de revistas sobre bondage se encontraban Harmony Concepts, House of Milan y Lyndon Distributors, que compró la House of Milan. Estas revistas generalmente no estaban disponibles a través de los principales canales y distribuidores, sino que se vendían por encargo, a través de correo postal, o en sex shops. 
Por lo general, cada revista constaba de varias imágenes de varias páginas de mujeres atadas, a menudo con una narrativa de ficción adjunta, y una historia de ficción de tres o cuatro páginas. A veces, las imágenes eran reemplazadas por obras de arte de un artista fetiche o incluían una entrevista con uno de los artistas de la industria. En el caso de House of Milan y Lyndon Distributors, las revistas eran simplemente versiones en texto ilustradas de videos publicados con el mismo título. Esta práctica redujo los costos y permitió una producción optimizada de material.
Otro tipo de revista fue la "revista de compendio", que generalmente consta de un gran número de fotografías individuales extraídas de revistas anteriores, sin ningún relato que los vinculaba.
Debido a su circulación relativamente pequeña, en comparación con la pornografía convencional, la mayoría de las revistas sobre bondage se imprimieron en blanco y negro, a excepción de la portada y la página central. En las décadas de 1980 y 1990, se realizaron experimentos para agregar más contenido en color, pero la mayor parte del contenido de las revistas permaneció en blanco y negro.
En la década de 1990, cuando la homosexualidad y la bisexualidad comenzaron a ser más aceptadas socialmente, los editores de revistas comenzaron a producir material de femdom que mostraba a hombres en cautiverio, así como a retratar modelos femeninas como participantes en juegos de esclavitud mutuamente satisfactorios, generalmente con al menos una actriz actuando como dómina y un hombre sumiso. A veces, los roles quedaban invertidos. Bebe Lebadd y Alexis Payne fueron dos ejemplos de dominatrix profesionales que aparecieron en estas revistas realizando ambos papeles.

## Sitios web de bondage y género en la pornografía convencional

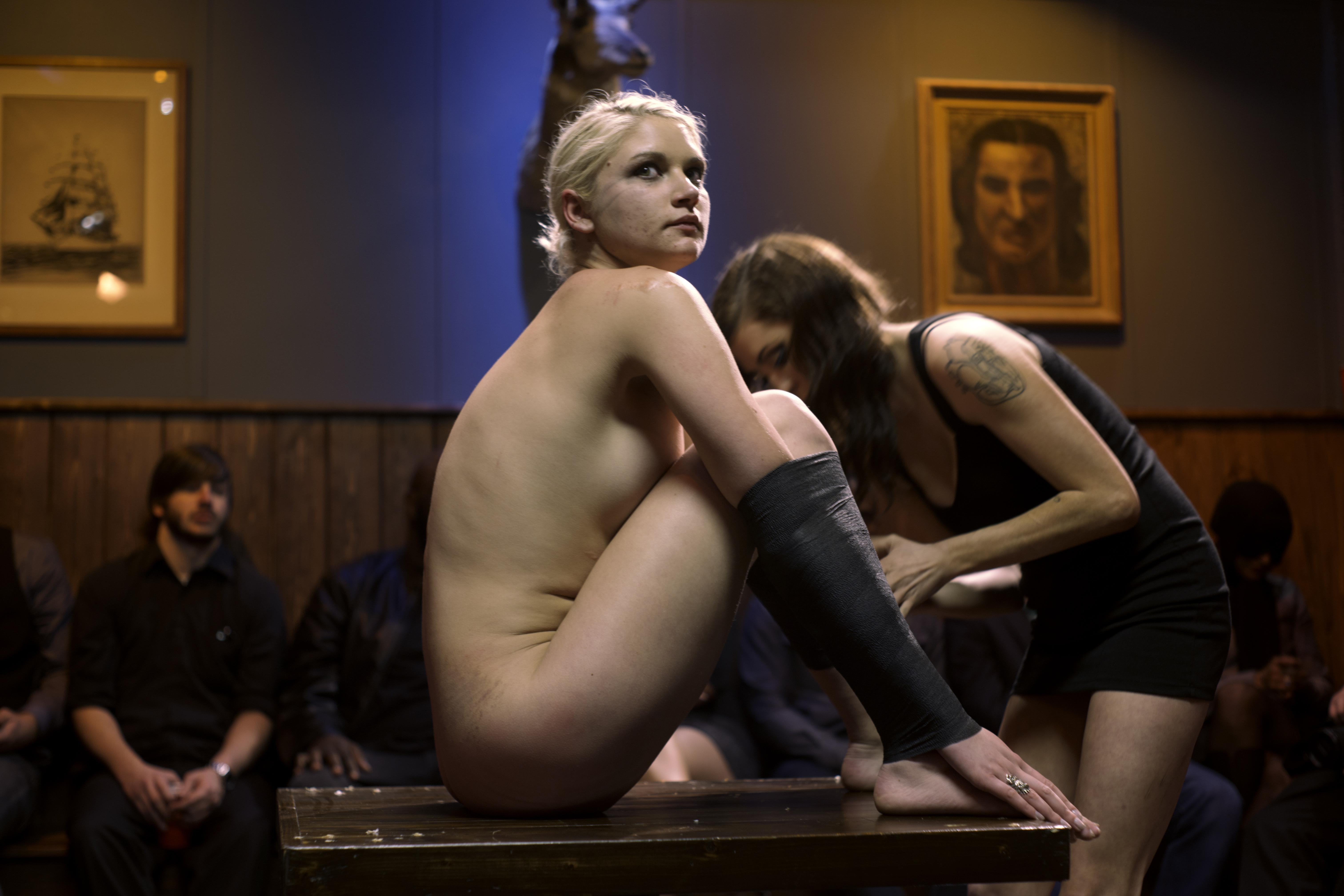
Sesión bondage de Kink.com en 2011.

Desde finales de la década de 1990 en adelante, aparecieron sitios web pornográficos especializados en BDSM como Insex o los diversos sitios web de Kink.com, A medida que la pornografía en Internet se hizo más disponible, el mercado de revistas de bondage comenzó a disminuir. A partir de 2003, las revistas especializadas de servidumbre fueron desplazadas en su mayoría por el cautiverio material en Internet, y la servidumbre de imágenes que se encuentran en las principales revistas pornográficos, tales como Nugget, Taboo o Hustler.
Sin embargo, la tradición de las revistas de bondage continúa en forma de "libros de arte" de fotografías de bondage, publicados por editoriales convencionales como Taschen.
Ciertos sitios web han comenzado a proporcionar videos y fotografías de bondage que muestran el juego de roles, que ha sido en gran parte el sello distintivo de las revistas de bondage. Estos estilos están mucho más cerca del estilo de las escenas de bondage en la televisión convencional.

## Críticas
A medida que ha aumentado la disponibilidad de pornografía gratuita en Internet, se han discutido sus posibles efectos sobre la microagresión hacia las mujeres. Se ha planteado la preocupación de que, dado que esta pornografía representa principalmente a mujeres (retratadas principalmente en situaciones de sumisión femenina), dicha pornografía puede promover una actitud que legitime la violencia contra la mujer. Se ha dicho que la serie de libros y la película Cincuenta sombras de Grey perpetúan la misoginia y retratan las subculturas BDSM y bondage bajo, el patriarcado y la misoginia. Desde este punto de vista, para reflejar adecuadamente la subcultura bondage es necesario que la pornografía "se centre en el consentimiento y el poder mutuo y la comunicación".